# دان أونيل (صحفي)
دان أونيل (بالإنجليزية: Dan O'Neill)‏ هو رسام كارتون وصحفي أمريكي، ولد في 21 أبريل 1942.

## وصلات خارجية
- الموقع الرسمي